# Râul Ciornohal
Râul Ciornohal este un curs de apă, afluent al râului Jijia. 